# تشيرنوبيل (فيروس)
تشيرنوبيل أو CIH هو فيروس حاسوب كتب من قبل شان ينغ-هو (陳盈豪 / Chan YingHao) و هو تايواني . يصيب الفيروس أنظمة التشغيل ويندوز و قد انتشر عبر العالم في مدة قصيرة وكان من أوائل الفيروسات ذات مفعول تخريبي التي بدأت بالظهور أواخر القرن 20.

## عمل الفيروس
يقوم تشيرنوبيل بمسح الماستر بوت ريكورد للقرص الصلب فيصبح الجهاز غير قادر على الإقلاع.في نفس الوقت يقوم بمحاولة مسح البيوس حيث يكون هذا الأخير في غالب الأحيان محمي من الكتابة، لكن إن حدث مسح فسيصبح الأمر مستعصيا إذ لا بد من إعادة تنصيب البيوس و هو أمر صعب على المبتدئين، لذلك نرى أن الناس الذين أصيبوا بهذا الفيروس يغيرون أجهزتهم أو بالأحرى يغيرون اللوحة الأم للحاسوب.